# Props
Props (en español Accesorios/Utilería), es el vigésimo episodio de la tercera temporada de Glee y el sexagésimo-cuarto de toda la serie. Se estrenó el 15 de mayo de 2012 en Estados Unidos por la cadena FOX. Inmediatamente después de este episodio, se emitió el episodio Nationals. 
El episodio recibió críticas en su mayoría positivas en general, aunque la reacción a las actuaciones musicales no fue tan fuerte. La secuencia de intercambio de cuerpo recibió una entusiasta recepción. Las escenas con el entrenador Beiste (Dot-Marie Jones) y Puck (Mark Salling) también fueron muy elogiadas, y en particular se destacó la actuación de la pareja. Su interpretación de la canción "Mean", por el contrario, recibió las reacciones más divergentes de los críticos, sin embargo, fue la única canción de los cuatro sencillos lanzados del episodio  debutó en el Billboard Canadian Hot 100.
Tras su emisión inicial, este episodio fue visto por 6.09 millones de televidentes estadounidenses y recibió una calificación / participación de 2.5/8 en el grupo demográfico 18-49. La audiencia total disminuyó significativamente de "Prom-asaurus".
 

## Resumen
Cuando Nuevas Direcciones inicia la lista de canciones para las Nacionales. Tina (Jenna Ushkowitz) se frustra porque Rachel (Lea Michele) vuelve a ser la cantante principal mientras ella sigue estando en segundo plano y se va. Cuando Rachel intenta sobornar a Tina para que siga como si nada, le dice a Rachel que ella quiere experimentar una ovación de pie por su cuenta.Tina después cae en una fuente y golpea su cabeza, lo que la lleva a experimentar una visión en la que todos los miembros del Club Glee han cambiado los papeles-sobre todo, ella se ve como Rachel y Rachel como Tina. "Rachel" interpreta "Because You Loved Me" y le dan una ovación de pie.Da las gracias a "Tina" por su apoyo, a su vez da consejos sobre cómo salvar su fracasada audición en NYADA. Después Tina regresa a la realidad, le transmite ese consejo: Rachel debería ver a la profesora de NYADA Carmen Tibideaux en persona-se está llevando a cabo una clase magistral en Oberlin. Tina lleva allí a Rachel , pero Carmen se ha molestado por mensajes repetidos de Rachel y le dice que no merece ninguna atención especial.Tina está de acuerdo, diciendo que Carmen Rachel es excepcional.Rachel invita a Carmen a asistir a su rendimiento en las Nacionales, y se compromete a una audición para NYADA cada año hasta que sea aceptada.
Sue (Jane Lynch) anuncia que su rival de Vocal Adrenaline es el equipo a vencer, gracias sobre todo a su cantante transexual Wade "Unique" Adams (Alex Newell) que se ha convertido en una celebridad de los medios de comunicación. Sue decide que New Directions necesita un truco parecido a ganar y le dice a Kurt a vestirse de arrastre, pero se nega rotundamente Puck se pone un vestido en forma de voluntario para aventajar el número musical.
Santana (Naya Rivera), Brittany (Heather Morris), y Mercedes (Amber Riley) están preocupadas por la entrenadora Beiste (Dot-Marie Jones) porque no ha dejado a su marido abusivo Cooter (Eric Bruskotter) como decía.Beiste les dice que las relaciones adultas son más complejos e insiste en que está bien.
Los jugadores del equipo de Fútbol ridiculizan a Puck por a verlo visto con el vestido, Puck enfrenta a Rick una pelea fuera de la escuela.Rick gana la pelea y Puck es arrojado a un contenedor de basura, pero se salva una navaja. Entrenador Beiste se entromete en la lucha, en el vestuario, Puck le dice que el cuchillo es una utilería falsa, y ella responde que él podría haber conseguido la expulsión. Puck responde que está reprobando de todos modos. Él rompe el llanto con Beiste. En casa de Beiste le dice a Cooter que ella lo va a dejar, y se quita el anillo de bodas. Él le pregunta quién más podría amarla, ella responde: "Me". De vuelta en el auditorio de la escuela, se une a Puck cantando en "Mean", le dice que ella ha dispuesto para él volver a tomar una prueba crucial para graduarse, y se compromete a ayudarle a pasar de haber reprobado. A medida que el episodio termina, Rachel y Tina cantan "Flashdance ... What a Feeling".

## Recepción

### Críticas
El episodio recibió críticas en su mayoría positivas. John Kubicek de BuddyTV lo llamó " mi episodio favorito de las últimas dos temporadas, y posiblemente uno de los mejores episodios que el programa haya hecho". Damian Holbrook de TV Guide lo describió y el episodio que siguió, "Nationals", como "inteligente, divertido y lleno de momentos que parecían pequeños obsequios para los fanáticos que se quedaron allí".  Bobby Hankinson de Houston Chronicle dijo que la "doble función continuó la reciente racha" de episodios, y Michael Slezak de TVLine destacó el "guión de este episodio que reconoció las quejas de los fanáticos de que Ryan Murphy & Co. ignoran". Emily VanDerWerff del A.V de Club, escribió que mostraba las "fortalezas de la comedia ácida y las historias tristes del escritor y director Ian Brennan"; ella le dio a "Props" una calificación de "B". Rae Votta de Billboard dijo: "Se sentía orgánicamente Glee, disparatado pero con corazón".

### Comercialización
Uno de los cuatro sencillos interpretado en el episodio, "Mean", en la lista del Billboard Canadian Hot 100 alcanzó el número setenta y uno, que fue más alto que cualquiera de las dos canciones que se estrenaron en esa lista de "Nationals" en la misma semana; ninguna de estas canciones estuvo en los Estados Unidos.  Otro sencillo del episodio, "I Won't Give Up", aunque no se vendió lo suficientemente bien como para aparecer en el Billboard Hot 100 de Estados Unidos. La semana en que se lanzó, afectó la creación del original Jason Mraz, que subió de treinta y cuatro a veintinueve en el Hot 100; anteriormente había cartografiado hasta el número ocho.